# Ubojice među nama
Ubojice među nama (njem. Die Mörders sind unter uns) je drama Wolfganga Staudtea i prvi poslijeratni njemački film snimljen 1946.

## Radnja
Berlin 1945. godine. Mlada fotografkinja Susanne Wallner (Hildegard Knef) vraća se u grad iz koncentracijskog logora, ali u njezin stan uselio je novi stanar. Kirurg Hans Mertens (Ernst Wilhelm Borchert), koji se također nedavno vratio iz rata, pokušava alkoholom prikriti vlastite ratne traume. Počinju živjeti zajedno i uz Susanninu pomoć dr. Mertens polako dolazi k sebi. Liječnik susreće svog bivšeg nacističkog zapovjednika Ferdinanda Brücknera (Arno Paulsen), sada beskrupuloznog poduzetnika koji ne osjeća grižnju savjesti zbog počinjenih ratnih zločina. Mertens želi osvetiti masakar kojeg je Brückner naredio tri godine prije, te ga na Božić 1945. odluči osobno ubiti. U posljednji trenutak Susanne ga uspijeva odgovoriti od nauma i uvjerava ga da se ratni zločinac mora izvesti pred sud. 

## Uloge
- Hildegard Knef: Susanne Wallner
- Elly Burgmer: majka bolesnog djeteta
- Erna Sellmer: Elise Brückner
- Hilde Adolphi: Daisy
- Marlise Ludwig: Sonja
- Ursula Krieg: Carola Schulz
- Arno Paulsen: Ferdinand Brückner
- Ernst Wilhelm Borchert: Dr. Hans Mertens
- Robert Forsch: Gospodin Mondschein
- Albert Johannes: Bartolomaeus Timm
- Wolfgang Dohnberg: Fritz Knochenhauer
- Ernst Stahl-Nachbaur: liječnik

## Zanimljivosti
Hildegard Knef je kao i lik Susanne Wallner iz filma provela određeno vrijeme u koncentracijskom logoru.

## Vanjske poveznice
- Njemački filmovi: "Die Mörders sind unter uns" / "The Murderers Are Among Us" (eng.)  Arhivirana inačica izvorne stranice od 28. rujna 2007. (Wayback Machine)